# Etimološki rječnik hrvatskoga jezika
Etimološki rječnik hrvatskoga jezika dvosveščani je etimološki rječnik hrvatskoga jezika u izdanju Instituta za hrvatski jezik i jezikoslovlje. Prvi svezak, koji obrađuje natuknice od A do Nj, objavljen je u studenome 2016., a drugi, koji obrađuje natuknice od O do Ž, objavljen je 2021.
Njegovi su autori Ranko Matasović, Tijmen Pronk, Dubravka Ivšić Majić i Dunja Brozović Rončević, koja je potpisana kao autorica samo prvoga sveska.

## Rad na rječniku
Ranko Matasović, Dubravka Ivšić Majić i Dunja Brozović Rončević počeli su raditi na rječniku u siječnju 2010. u sklopu projekta „Onomastička i etimologijska istraživanja hrvatskoga jezika”, koji je pokrenuo Institut za hrvatski jezik i jezikoslovlje. U početku nisu planirali objaviti autorsko djelo, nego digitalizirati, preraditi i osuvremeniti već postojeći četverosveščani Etimologijski rječnik hrvatskoga ili srpskoga jezika Petra Skoka, objavljen između 1971. i 1974. Međutim, do promjene plana došlo je kad su zaključili da bi svaku natuknicu toga rječnika trebali nanovo napisati „zbog specifičnoga načina na koji su [one] u njemu [...] organizirane, kao i zbog obilja građe koju je vrlo teško provjeriti”, pa su odlučili izraditi novo djelo i u radu im se pridružio nizozemski komparativni lingvist Tijmen Pronk.
Izradi rječnika pridonijeli su i suradnici Ankica Čilaš Šimpraga, kojoj su pripisane zasluge za unos većine dijalekatskih oblika, i Pavao Krmpotić, koji je određene natuknice provjerio i dopunio.
Tijekom rada na drugome svesku rječnika Dunja Brozović Rončević prestala je sudjelovati u projektu jer je postala redovita profesorica Sveučilišta u Zadru.
Nakon što su objavljena oba sveska rječnika, projekt njegove izrade ušao je u treću fazu, koja između ostalog uključuje objavu rječnika na internetskim stranicama Instituta za hrvatski jezik i jezikoslovlje.